# Bisdom Issele-Uku

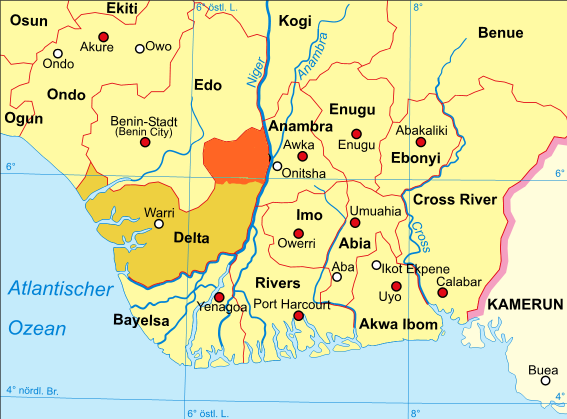
Het bisdom Issele-Uku (oranje) omvat het noorden van de staat Delta (donkergeel).

Het bisdom Issele-Uku (Latijn: Dioecesis Isseleukuana) is een rooms-katholiek bisdom met als zetel de stad Issele-Uku in Nigeria. Het bisdom is suffragaan aan het aartsbisdom Benin City.

## Geschiedenis
Het bisdom werd opgericht op 5 juli 1973, uit het bisdom Benin City. 

## Parochies
In 2019 telde het bisdom 92 parochies. Het bisdom had in 2019 een oppervlakte van 3.011 km² en telde 1.388.000 inwoners waarvan 22,4% rooms-katholiek was. Het bisdom omvat de Local Government Area's (LGA) Aniocha North, Aniocha South, Oshimili North, Oshimili South, Ika South en Ika North-East in de deelstaat Delta van Nigeria.

## Bisschoppen
- Anthony Okonkwo Gbuji (5 juli 1973 - 8 november 1996)
- Emmanuel Otteh (8 november 1996 - 14 november 2003)
- Michael Odogwu Elue (14 november 2003 - heden)

Benin City (aartsbisdom) · Auchi · Bomadi · Issele-Uku · Uromi · Warri